# Erateina neaera
Erateina neaera là một loài bướm đêm trong họ Geometridae.